# Луїс Перейра
Луїс Перейра (порт. Luís Pereira, нар. 21 червня 1949, Порту-Алегрі) — бразильський футболіст, що грав на позиції захисника.
Виступав, зокрема, за клуб «Палмейрас» та «Атлетіко Мадрид», а також національну збірну Бразилії, з якою був півфіналістом чемпіонату світу і бронзовим призером Кубка Америки.

## Клубна кар'єра
У дорослому футболі дебютував 1967 року виступами за команду «Сан-Бенту», в якій провів два сезони у другому дивізіоні, після чого приєднався до вищолігового «Палмейраса»,. Відіграв за команду із Сан-Паулу наступні сім років своєї ігрової кар'єри. За цей час двічі виборював титул чемпіона Бразилії та чемпіона штату Сан-Паулу.
У 1975 році він приєднався до іспанського «Атлетіко» разом зі своїм товаришем по команді Лейвіньєю. З цією командою він дебютував в іспанській Прімері 28 вересня 1975 року в грі проти «Саламанки» (4:1). З «матрасниками» Луїс виграв Кубок Іспанії у своєму першому сезоні та чемпіонат в наступному. Луїс Перейра провів загалом 143 матчі в першому дивізіоні Іспанії протягом п'яти сезонів, при цьому забив 14 голів.
Після повернення до Бразилії в 1980 році він грав за «Фламенго», а наступні 5 років він провів у «Палмейрасі», за який протягом двох періодів він провів 562 гри і забив 34 голи, завдяки чому є найкращим в історії бомбардиром команди серед центральних захисників.
В подальшому грав у складі вищолігових команд «Португеза Деспортос» та «Корінтіанс», а також ряду нижчолігових корманд. Завершив ігрову кар'єру у команді «Сан-Каетану» 1997 року у віці 47 років.

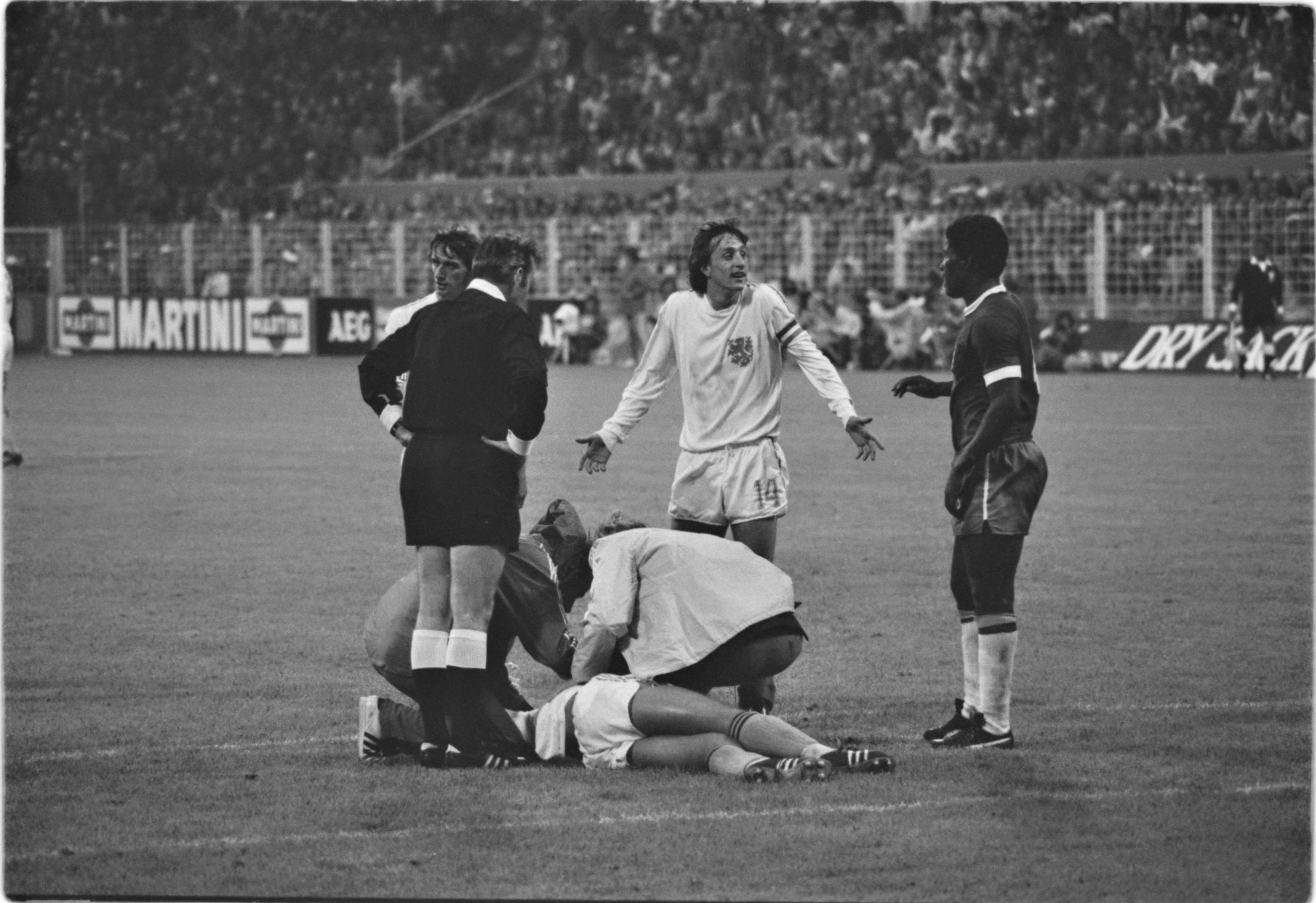
Нідерландець Йоган Нескенс отримав удар від Луїса Перейри (праворуч) і знаходиться в непритомному стані на землі. Півфінал чемпіонату світу 1974 року.

## Виступи за збірну
6 червня 1973 року дебютував в офіційних іграх у складі національної збірної Бразилії в товариському матчі зі збірною Тунісу, що завершився з рахунком 4:1.
У складі збірної був учасником чемпіонату світу 1974 року у ФРН, на якому зіграв у шести матчах, пропустивши лише останню гру за третє місце зі збірною Польщі (0:1), оскільки в програному півфіналі з Нідерландами (0:2) отримав вилучення за грубий фол проти Йогана Нескенса. Він став першим бразильським гравцем, який отримав червону картку у матчі чемпіонату світу.
Наступного року взяв участь з командою у Кубку Америки 1975 року у різних країнах, на якому зіграв у двох матчах групового етапу, а команда здобула бронзові нагороди.
Свій останній виступ за збірну Луїс Перейра провів у відбірковому матчі до чемпіонату світу 1978 року проти збірної Болівії 14 липня 1977 року, той матч завершився перемогою бразильців з рахунком 8:0. Загалом протягом кар'єри у національній команді, яка тривала 5 років, провів у її формі 33 матчі.

## Титули і досягнення
- Чемпіон Бразилії (2):

«Палмейрас»: 1972, 1973
- Чемпіон штату Сан-Паулу (2):

«Палмейрас»: 1972, 1974
- Чемпіон штату Ріо-де-Жанейро (1):

«Фламенго»: 1981
- Чемпіон Іспанії (1):

«Атлетіко Мадрид»: 1976–77
- Володар Кубка Іспанії (1):

«Атлетіко Мадрид»: 1975–76